# Końskie Łby
Końskie Łby (německy Pferdekopfsteine) je skalní útvar nacházející se v Krkonoších na severním úbočí hory Szrenica poblíž horní stanice lanovky. Název skalního útvaru je odvozen od jeho tvaru podobného koňským hlavám.

## Charakteristika
Jedná se o skalní útvar tvořený několika žulovými výběžky, jejichž charakteristický tvar připomíná koňské hlavy. Nacházejí se v nadmořské výšce přibližně 1290 m a tyčí se nad městečkem Szklarska Poręba.
Nevyniká impozantními rozměry, jeho výška se pohybuje kolem 15 metrů. Patří mezi nápaditější a malebnější skály v Krkonoších. Nápadité tvary skály jsou výsledkem složitého a dlouhotrvajícího procesu eroze a denudace. Nejprve voda pronikající do horniny podél skalních puklin opakovaně zamrzala a rozmrzala mezi zrny minerálů a drtila je. K tomu pravděpodobně došlo během baltského zalednění, nebo možná i během dřívějších zalednění. Pozdější eroze vedla k odstranění zvětralých částí a vzniku současného tvaru.
Koňské hlavy patří mezi nejzajímavější a nejnavštěvovanější krkonošské skály. Je zde možné pozorovat pukliny probíhající ve třech směrech a zvětrávací kotle.

## Turistické trasy
V blízkosti skalního útvaru procházejí dvě turistické stezky:
- Černá turistická stezka - vede od horské chaty Szrenica ke skalám Końskie Łby
- zelená turistická trasa - vede z obce Jakuszyce přes lokalitu Hala Szrenicka na vrchol Szrenica, prochází po severním svahu Szrenici asi 80 m nad skalami Końskie Łby.

Skály poskytují vyhlídkový bod s panoramatickým výhledem na Jizerské hory, Szklarskou Porębu, Jelenigórskou dolinu a Krkonoše.

## Galerie

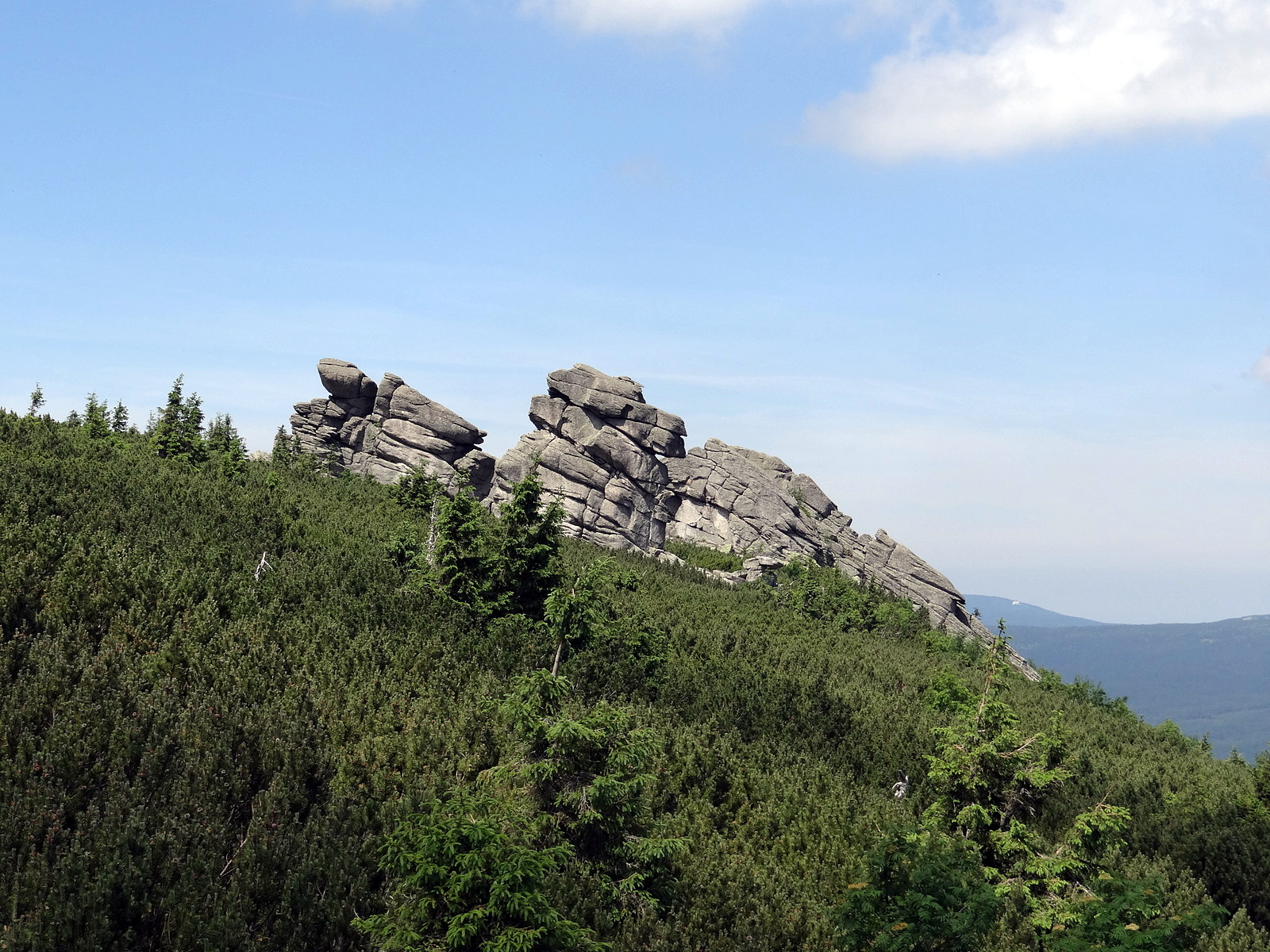
skalní útvar Końskie Łby
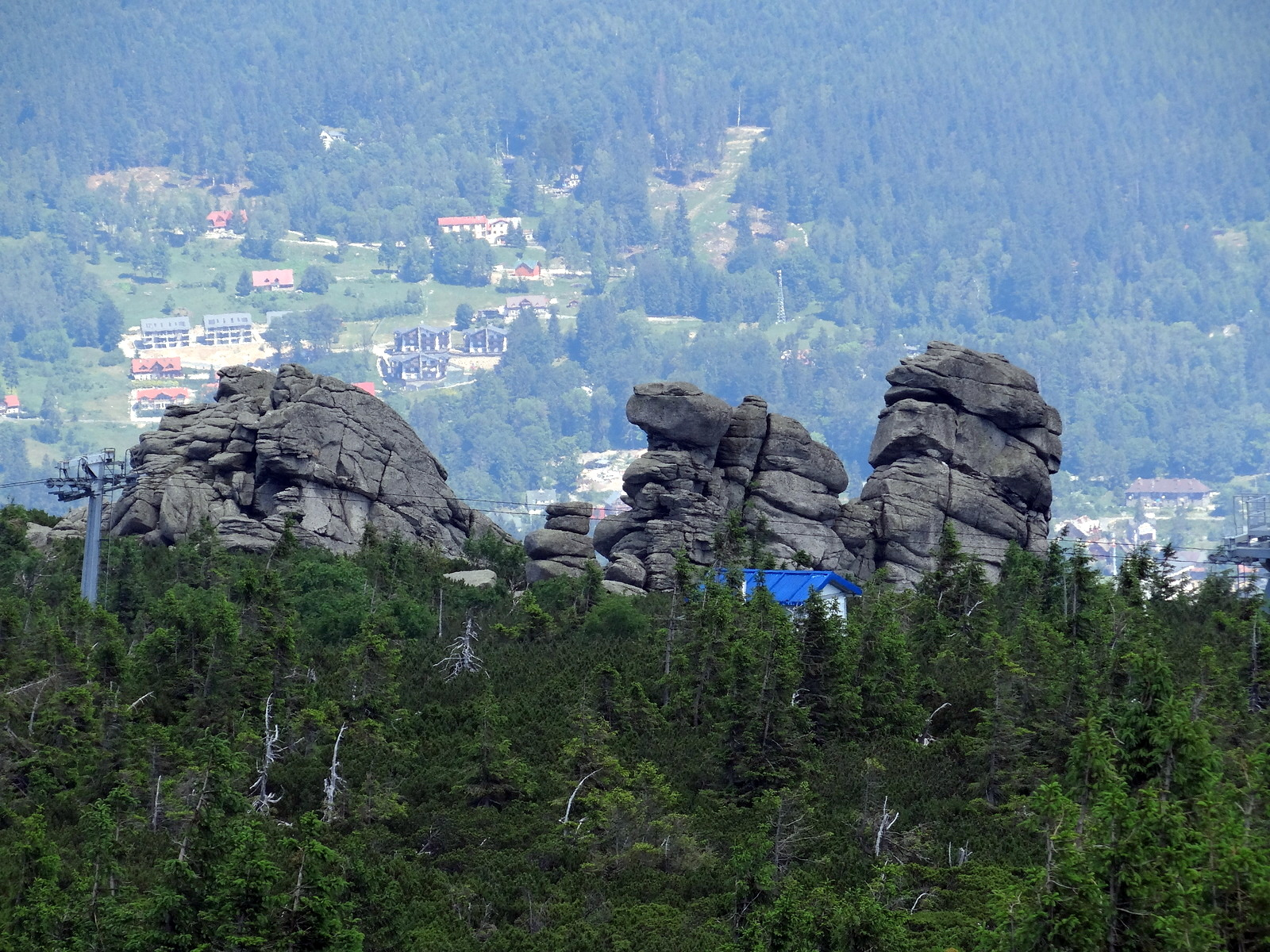
skalní útvar Końskie Łby
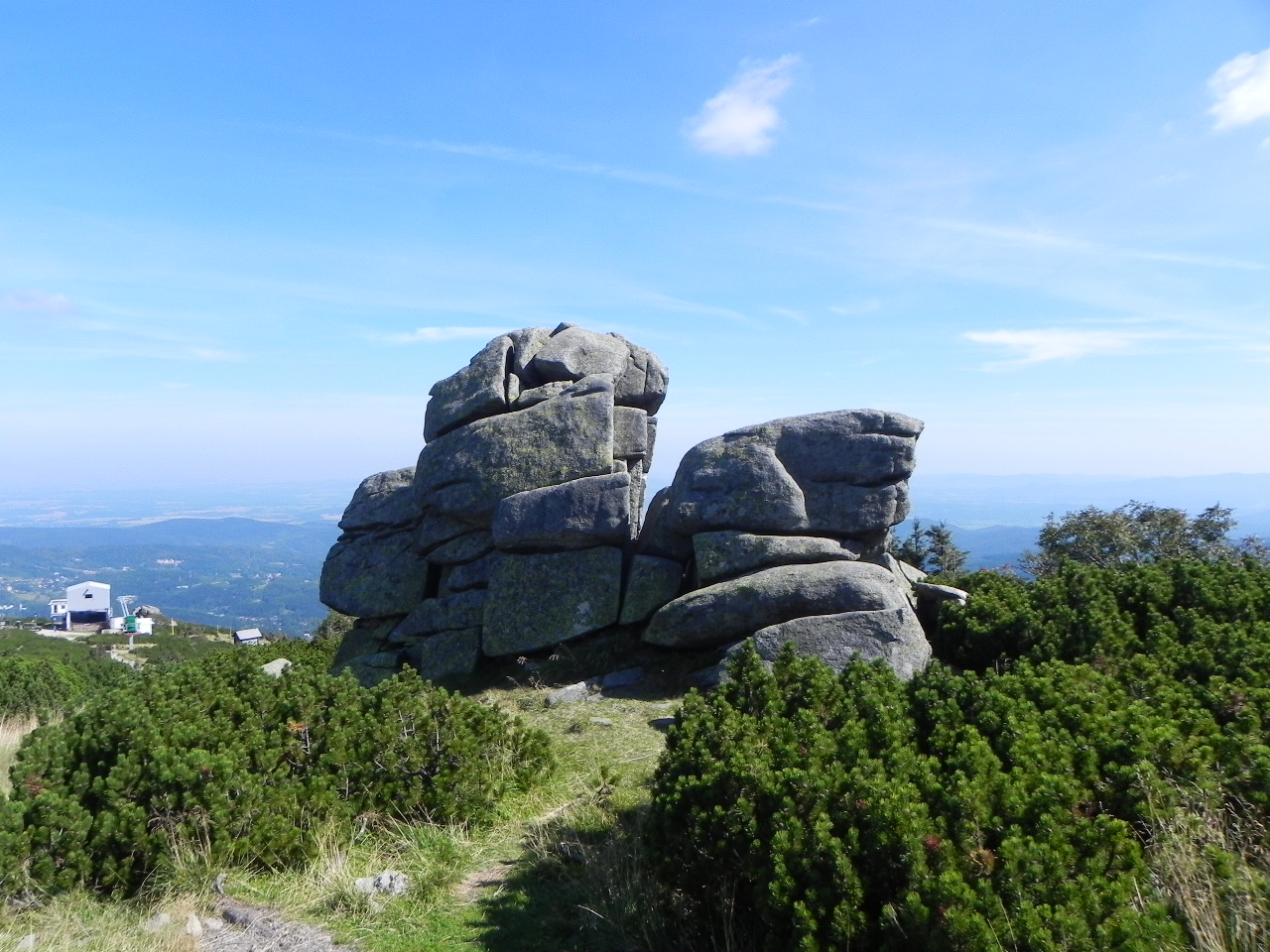
skalní útvar Końskie Łby
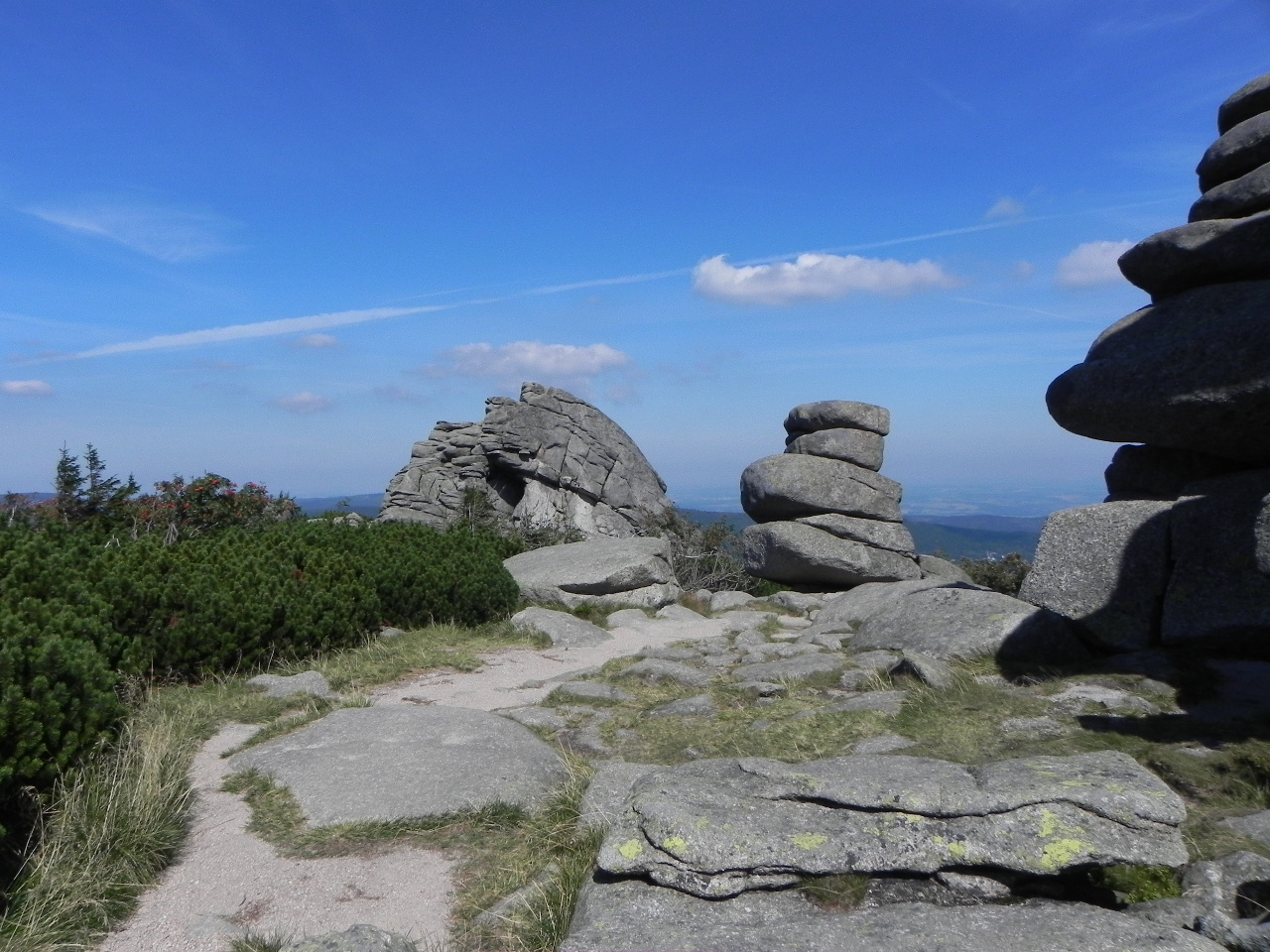
skalní útvar Końskie Łby